# Ryoya Ogawa
Ryoya Ogawa (født 24. november 1996) er en japansk fodboldspiller.
Han har spillet for flere forskellige klubber i sin karriere, herunder FC Tokyo.